# Aboim das Choças
Aboim das Choças é uma povoação portuguesa sede da Freguesia de Aboim das Choças do Município de Arcos de Valdevez, freguesia com 1,83 km2 de área e 295 habitantes (censo de 2021), tendo, por isso, uma densidade populacional de 161,2 hab./km².

## História
O nome de Choças, segundo tradições antigas, deriva de se terem ali edificado algumas choças quando acampou, na freguesia, Afonso VII de Leão e Castela, rei de Leão, com o seu exército quando da Batalha de Arcos de Vale de Vez, em 1128, ou, segundo outros, em 1139, batalha em que ficaram derrotados os castelhanos.
Em 1643, esteve ali reunindo a sua gente, D. Diogo de Lima Brito e Nogueira, Visconde de Vila Nova de Cerveira, quando foi em auxílio de Monção, sitiada pelos espanhóis. Era comandante dos exércitos o conde de Castelo Melhor. Na defesa de Monção, ilustrou-se a condessa D. Mariana de Lencastre.
O rio Vez separa esta freguesia de Vilela mas as duas margens do rio encontram-se unidas pela ponte medieval de Vilela, de grande interesse histórico.

## Demografia
A população registada nos censos foi:
| Ano  | 0-14 Anos | 15-24 Anos | 25-64 Anos | > 65 Anos |
| 2001 | 36        | 32         | 168        | 118       |
| 2011 | 47        | 16         | 161        | 109       |
| 2021 | 21        | 36         | 126        | 112       |